# 劉衛辰
劉 衛辰（りゅう えいしん、拼音：Liú Wèichén、? - 392年）は、中国五胡十六国時代の匈奴鉄弗部大人（たいじん：部族長）。劉務桓の三男で、夏を建国した赫連勃勃の父。
子の赫連勃勃から桓皇帝と追尊されている。

## 生涯
匈奴鉄弗部大人劉務桓の三男として生まれる。
359年4月、兄の劉悉勿祈が死に、劉衛辰が鉄弗部大人となる。8月、代国に子を遣わして朝貢する。
360年7月、代王拓跋什翼犍の娘を娶り妻とする。その一方で前秦の苻堅と密かに内通し、左賢王を拝する。しかしその後、前秦の辺民を掠奪し奴婢として苻堅に献じたので、苻堅は叱咤し、その民を元の所へ戻した。これによって劉衛辰は苻堅と反目し、代国のみと通好するようになる。
361年、劉衛辰はふたたび代国に朝聘する。
劉衛辰は苻堅を討つべく挙兵するが、苻堅が派遣した建節将軍の鄧羌に討たれて捕らえられる。その後、苻堅は劉衛辰を夏陽公とし、その部落を統べる。劉衛辰は再び苻堅に付いた。
365年1月、劉衛辰は代国に対して謀反を起こし、東へ渡河。すぐに拓跋什翼犍に討たれ、劉衛辰は遁走した。
367年10月、ふたたび代軍の討伐を受け、劉衛辰は苻堅のもとへ逃れた。苻堅は劉衛辰を朔方へ送り還し、兵を派遣してこれを守らせた。
374年、みたび拓跋什翼犍は劉衛辰を征伐する。劉衛辰は南走し、翌年（375年）苻堅に救援を求める。
376年、劉衛辰の要請を受けた苻堅は、大司馬の苻洛を遣わし20万の兵と朱肜・張蚝・鄧羌らの諸将を率いさせ、代国の南の国境に侵攻した。代軍は敗北し、拓跋什翼犍が庶長子の拓跋寔君に殺されると、苻堅は代国を東西に分割し、東部を独孤部の劉庫仁、西部を劉衛辰に統領させた。これにより劉衛辰は西単于となる。
劉庫仁が苻堅によって広武将軍に任ぜられ、劉衛辰は劉庫仁より格下となるとそれに怒って、五原郡太守を殺して前秦に叛き、劉庫仁の西部を攻めた。これに対し劉庫仁は反撃して劉衛辰を打ち破り、その妻子と部衆をことごとく収めた。
386年（登国元年）10月、北魏の北部大人の叔孫普洛ら13人及び諸烏桓（ここでは諸方雑人来附者の意）が劉衛辰に亡命。また、魏王拓跋珪の叔父の拓跋窟咄が劉衛辰のもとへ逃れてくると、劉衛辰は拓跋窟咄を殺した。
劉衛辰は、西燕の慕容永より使持節・都督河西諸軍事・大将軍・朔州牧を拝し、後秦の姚萇より使持節・都督北朔雑夷諸軍事・大将軍・大単于・河西王・幽州牧を拝する。
387年、劉衛辰は後燕の慕容垂と通好し、馬3千匹を慕容垂に送ろうとした。そのため慕容垂は慕容良を遣わし劉衛辰を出迎えたが、独孤部の劉顕に襲撃され、馬を奪われてしまう。
390年6月、劉衛辰は、子の劉直力鞮を遣わし、賀蘭部に侵攻して包囲するが、拓跋珪の援軍により敗走する。
391年10月、劉衛辰は、子の劉直力鞮を遣わし、北魏の南部に侵攻する。劉直力鞮の兵8〜9万に対し、拓跋珪の兵は5〜6千であったが、鉄岐山の南で大破させ、劉直力鞮は単騎で逃走した。11月23日（西暦392年1月）、魏軍が勝ちに乗って劉衛辰の居城である代来城に迫ると、劉衛辰父子は逃走し、白塩池で劉直力鞮が捕まり、単騎で逃げた劉衛辰も部下に殺されてしまう。劉衛辰の三男の劉勃勃（赫連勃勃）は、薛干部帥の太悉伏のもとに亡命した。

## 宗族

### 妻
- 拓跋氏…拓跋什翼犍の娘
- 苻氏

### 子
- 劉右地代
- 劉直力鞮
- 劉勃勃
- 劉文陳
- 劉阿利羅引
- 劉若門
- 劉叱以鞬
- 劉乙斗
- 劉韋伐

## 参考資料
- 『魏書』（帝紀第一、帝紀第二、列伝第十一、列伝第八十三）